# 阿卡迪亞鎮區 (密蘇里州艾昂縣)
阿卡迪亞鎮區（英語：Arcadia Township）是位於美國密蘇里州艾昂縣的一個行政鎮區。

## 地方資料
阿卡迪亞鎮區的面積為293.77平方千米，當中陸地面積為292.57平方千米，而水域面積為1.18平方千米。根據2020年美國人口普查的數據，當地共有人口5228人，而人口密度為每平方千米17.8人。